# Fermín Sosa Rodríguez
Fermín Emilio Sosa Rodríguez (Izamal, 12 de abril de 1968) es un arzobispo, canonista y diplomático católico mexicano, nuncio apostólico en Bolivia, desde 2023.

## Biografía
Fermín Emilio nació el 12 de abril de 1968, en la localidad mexicana de Izamal, Yucatán.
Vivió su infancia en Izamal y Mérida. A los diez años, fue invitado por su párroco a servir como monaguillo en su parroquia. Luego, estuvo en varios grupos juveniles parroquiales, entre ellos, el apostolado de Rocamar. En Izamal, se acercaba a los franciscanos para colaborar con sus actividades pastorales.
Estudió en el Instituto Tecnológico de Mérida, pero descubrió su vocación religiosa y abandonó sus estudios para seguirla.
En septiembre de 1991, ingresó en el Seminario Conciliar de Yucatán, donde realizó los estudios de Filosofía (1991-1993) y Teología (1993-1998).
En 1998, fue enviado a la Academia Pontificia Eclesiástica, donde cursó estudios en diplomacia eclesiástica.
Tras realizar estudios en la Pontificia Universidad Gregoriana, obtuvo la licenciatura y luego el doctorado (2002) en Derecho canónico, con la tesis: "La necesaria libertad para acceder a las órdenes sagradas a la luz del c. 1026".
Además de su español nativo, domina el inglés, italiano y francés.

### Sacerdocio
Fue ordenado diácono el 29 de abril de 1998. Su ordenación sacerdotal fue el 12 de julio del mismo año, en la Basílica de Ntra. Sra. de Guadalupe, a manos del cardenal Darío Castrillón Hoyos; incardinándose en la arquidiócesis de Yucatán.
Ingresó al servicio diplomático de la Santa Sede el 1 de enero de 2003. Trabajó en las nunciaturas en Papúa Nueva Guinea y las Islas Salomón (2003-2007), en Costa de Marfil (2007), en Burkina Faso y Níger (2007-2012), en Estados Unidos (2012-2016), en Canadá (2016). -2019) y en Serbia (2019-2021).
El 12 de julio de 2008, el papa Benedicto XVI le concedió dignidad de Capellán de Su Santidad, que lleva anexo el tratamiento de monseñor. El 11 de noviembre de 2016, el papa Francisco le otorgó el título de Prelado de honor de Su Santidad.

### Episcopado
El 31 de marzo de 2021, el papa Francisco lo nombró arzobispo titular de Virunum y nuncio apostólico en Papúa Nueva Guinea. Fue consagrado el 19 de junio del mismo año, en el Santuario Mariano de Nuestra Señora de la Inmaculada Concepción de Izamal, a manos del cardenal Pietro Parolin. El 11 de diciembre del mismo año, presentó sus cartas credenciales al gobernador general Bob Dadae.
El 16 de diciembre de 2021, también fue nombrado nuncio apostólico en las Islas Salomón. El 16 de febrero de 2023, presentó sus cartas credenciales al primer ministro Manasseh Sogavare.
El 17 de noviembre de 2023, fue nombrado nuncio apostólico en Bolivia. El 15 de enero, arribó a su misión apostólica.El 31 de enero siguiente, presentó sus cartas credenciales al presidente Luis Arce.